# Uno sceriffo per Weather Spring
Uno sceriffo per Weather Spring (The New Frontier) è un film del 1935 diretto da Carl Pierson. Il film è conosciuto in Italia anche con il titolo La terra promessa.
È un film western statunitense con John Wayne, Muriel Evans e Warner Richmond. Nel 1939 ne è stato prodotto un remake, Nuove frontiere (New Frontier) che vede come interprete sempre John Wayne.

## Produzione
Il film, diretto da Carl Pierson su una sceneggiatura e un soggetto di Robert Emmett Tansey, fu prodotto da Paul Malvern per la Republic Pictures e girato nelle Alabama Hills a Lone Pine, a Kernville e nel Trem Carr Ranch a Newhall in California.

## Distribuzione
Il film fu distribuito con il titolo The New Frontier negli Stati Uniti dal 5 ottobre 1935 al cinema dalla Republic Pictures.
Alcune delle uscite internazionali sono state:
- nel Regno Unito nell'aprile del 1936
- in Portogallo l'11 aprile 1938 (Polícia de Fronteira)
- in Germania (Flammende Grenze)
- in Brasile (Terras Virgens)
- in Italia (Uno sceriffo per Weather Spring e La terra promessa)

## Critica
Secondo il Morandini il film è "uno dei tanti (4-5 all'anno in media) western che J. Wayne interpretò nel decennio 1930-39 prima di trovare il trampolino di lancio con Ombre rosse (1939) di John Ford.".